# الشبكة الوطنية لإنهاء الحرب على العراق
الشبكة الوطنية لإنهاء الحرب على العراق (2001–2004) أول تحالف رسمي في الولايات المتحدة تأسس خصيصاً لمعارضة سياسة العقوبات الاقتصادية والقصف المستمر للأهداف داخل العراق.

## التاريخ
تأسست الشبكة في فبراير 2001 خلال المؤتمر الوطني الثاني لتنظيم العمل حول العراق، الذي عُقد في دنفر، كولورادو واستضافته "حملة كولورادو من أجل السلام في الشرق الأوسط". وكان المؤتمر الوطني الأول لتنظيم العمل حول العراق قد عُقد في أكتوبر 1999 في آن آربر، ميشيغان، حيث أدت المقترحات لتشكيل الشبكة إلى نتائج غامضة. لاحقاً، عُقدت مؤتمرات وطنية لتنظيم العمل حول العراق في أعوام 2002 (بالو ألتو، كاليفورنيا), 2003 (كوليدج بارك، ماريلاند)، و2004 (بلومنغتون، إنديانا). بعد مؤتمر 2003، الذي عُقد أثناء الغزو الأمريكي للعراق، تغير اسم الشبكة رسمياً إلى "الشبكة الوطنية الشعبية من أجل السلام" (NGPN)، لكن الاسم الجديد لم ينتشر على نطاق واسع.
خلال تاريخها الممتد لثلاث سنوات ونصف، توسعت الشبكة من نحو 70 إلى أكثر من 350 منظمة عضوة في 48 ولاية. وفي كل سنة من سنوات وجودها، نسقت الشبكة احتجاجات واعتصامات وأنشطة أخرى على مستوى البلاد، نفذتها المجموعات الأعضاء محلياً. كما دعمت الشبكة "اليوم العالمي للاحتجاج" على الغزو الوشيك للعراق في 15 فبراير 2003، والذي كان أكبر عمل احتجاجي في التاريخ. وفي 15 فبراير 2004، نظمت الشبكة بشكل مستقل "وقفة سلام" في 120 مدينة في اثنتي عشرة دولة.

## المهمة: معارضة العقوبات
كان السبب الرئيسي الذي جمع أعضاء الشبكة هو الأزمة الإنسانية في العراق الناتجة عن الحظر التجاري الذي فرضته الأمم المتحدة بناءً على طلب من الولايات المتحدة والمملكة المتحدة. وأصيب أعضاء الشبكة بالصدمة من الدراسات التي أجرتها اليونيسف وغيرها من وكالات الأمم المتحدة، والتي أظهرت أن التأثيرات المجمعة لحملة القصف عام 1991 والعقوبات أدت إلى وفاة ما يصل إلى 1.5 مليون عراقي إضافي بحلول عام 1995، بينهم أكثر من 500,000 طفل.

## فلسفة التنظيم
شهدت الشبكة طوال فترة وجودها توترات بين المجموعات المحلية الأعضاء والمنظمات الوطنية القائمة. وتمثل الشبكة واحدة من سلسلة طويلة من الجهود لبناء هيكل تنظيمي شعبي "من القاعدة إلى القمة" داخل حركة السلام، مما ترك مركز الشبكة ضعيفاً. وبينما قد يكون ظهور نصف دزينة أو أكثر من التحالفات الوطنية المعارضة للغزو والاحتلال الأمريكي للعراق منذ أواخر 2002 قد جعل استمرار الشبكة أمراً مستحيلاً، إلا أن انهيار الشبكة في أواخر 2004 كان سببه الرئيسي عدم قدرة المجموعات الأعضاء على الاتفاق على استراتيجية لجمع التبرعات لدعم المكتب الوطني، أو ما إذا كان ينبغي السعي نحو التسجيل الرسمي.